# Shangguan Wan’er

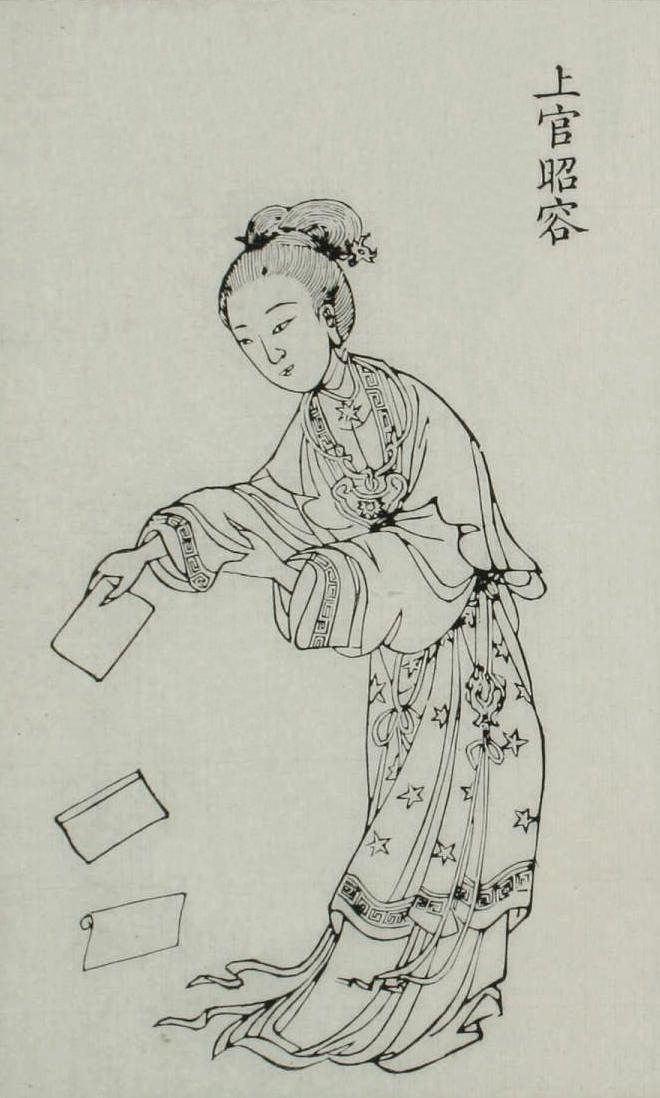
Shangguan Wan’er

Shangguan Wan’er (* 664(?); † 21. Juli 710 in Chang’an; chinesisch 上官婉兒 / 上官婉儿, Pinyin Shàngguān Wǎn'ér, W.-G. Shang-kuan Wan-erh) war eine Politikerin, Konkubine und Kaiserliche Gemahlin zweier Kaiser der Tang-Dynastie. Wenngleich in Hofintrigen verstrickt und 710 hingerichtet, wird sie gerühmt für ihr Talent als Dichterin, Schriftstellerin und Politikerin.
Als Wan’er 13 Jahre alt war, wurde sie eine der Sekretärinnen Wu Zetians, die dann kaiserliche Gemahlin Tang Gaozongs und später alleinherrschende Kaiserin wurde. Im Alter von 42, als Wan’er kaiserliche Gemahlin von Wu Zetians Sohn Li Xian, dem späteren Tang Zhongzhong wurde, erhielt sie den kaiserlichen Gemahlinnenrang Zhaorong (昭容).

## Kindheit
Shangguan Wan’ers Großvater Shangguan Yi (上官儀) war zu Beginn der Regierungszeit Tang Gaozongs ein bekannter Beamter geworden und wurde 662 Kanzler. 664 war Kaiser Gaozong wegen des Größe des Einflusses seiner zweiten Frau Kaiserin Wus (später bekannt als Wu Zetian) verärgert, die sich über Gesetze hinweg setzte. Er konsultierte Shangguan Yi, der empfahl, Kaiserin Wu abzusetzen. Als Kaiserin Wu das entdeckte, änderte Kaiser Gaozong seine Meinung und beschuldigte stattdessen Shangguan Yi. Auf Veranlassung Kaiserin Wus beschuldigte ihr Verbündeter, Kanzler Xu Jingzong, Shangguan Yi fälschlich eines Komplotts mit Kaiser Gaozongs Sohn Li Zhong, zu dessen Bediensteten Shangguan einst gehört hatte, gegen Kaiser Gaozong. Ebenfalls beschuldigt wurde der Eunuch Wang Fusheng (王伏勝), der zuvor Kaiserin Wus Vergehen an Kaiser Gaozong gemeldet hatte. Li Zhong wurde gezwungen, sich das Leben zu nehmen, während Wang, Shangguan Yi und Shangguan Wan’ers Vater Shangguan Tingzhi (上官庭芝) am 3. Januar 665 hingerichtet wurden.
Nach dem Tode von Shangguan Yi und Shangguan Tingzhi wurden Shangguan Wan’er und ihre Mutter Dame Zheng – eine Schwester des Beamten Zheng Xiuyuan (鄭休遠) – verschont, jedoch Sklavinnen im inneren Kaiserlichen Palast gemacht. Als Shangguan Wan’er älter wurde, lernte sie von ihrer Mutter Lesen und Schreiben. Sie las sehr viel und zeigte in jungen Jahren Talent für das Schreiben von Prosa und Gedichten, wie auch für beamtenrechtliche Vorschriften. Nachdem Kaiserin Wu über Gedichte gestolpert war, die die dreizehnjährige Shangguan Wan’er im Studierzimmer des Kronprinzen geschrieben hatte, lud Kaiserin Wu die junge Shangguan Wan’er vor und beauftragte sie damit, vor ihren Augen ein Essay zu einem vorgegebenen Thema zu schreiben. Shangguan Wan’er brillierte und die Kaiserin war so beeindruckt, dass sie Wan’er zu ihrer persönlichen Sekretärin ernannte.

## Als Wu Zetians Sekretärin
Nach Kaiser Gaozongs Tod 683 wurde Kaiserin Wu Kaiserinmutter und entthronte in der Folge ihre beiden Söhne Kaiser Zhongzong und Kaiser Ruizong. 690 nahm sie selber den Titel „Kaiserin“ an, beendete die Tang-Dynastie und begann ihre eigene Zhou-Dynastie. Insbesondere nach der Ära Wansuitongtian (696–697) war Shangguan Wan’er als Wu Zetians Sekretärin verantwortlich für den Entwurf kaiserlicher Erlasse und ihr Schreibstil wurde überaus schön genannt. Einmal missachtete sie eine Anweisung Wu Zetians und sollte hingerichtet werden. Wu Zetiang begnadigte sie wegen ihres Talents, ließ aber ihr Gesicht tätowieren. Danach beriet sich Wu Zetian normalerweise mit ihr über Eingaben von Beamten und zu wichtigen Staatsangelegenheiten.

## Als kaiserliche Gemahlin
705 führte ein Staatsstreich, angeführt von Zhang Jianzhi, Cui Xuanwei, Jing Hui, Huan Yanfan und Yuan Shuji zur Absetzung Wu Zetians und zur Rückkehr Kaiser Zhongzongs auf den Thron. Zugleich wurde Shangguan Wan’er kaiserliche Gemahlin als eine Konkubine Kaiser Zhongzongs mit dem Rang Jieyu (婕妤), dem 14. Rang für eine kaiserliche Gemahlin. Es ist nicht überliefert, ob sie vor oder nach seiner Rückkehr auf den Thron seine Konkubine wurde. Kaiser Zhongzong beauftragte sie mit dem Entwurf von Erlassen und anderen kaiserlichen Befehlen. Sie führte zudem eine Affäre mit Kaiser Zhongzongs Cousin und Wu Zetians Neffen Wu Sansi, Prinz von Liang fort. Durch sie wurde Wu Sansi ein vertrauter Berater Kaiser Zhongzongs wie auch ein Liebhaber von Zhongzongs Ehefrau Kaiserin Wei. Im Ergebnis verloren Zhang und seine Gemahlinnen bald darauf ihre Macht und starben oder wurden im Exil getötet. Daraufhin reichte Kaiserin Wei auf ihren Vorschlag hin formelle Vorlagen an Kaiser Zhongzong ein. Zum einen sollte dem Volk befohlen werden, dreijährige Trauerperioden für ihre Mütter zu beachten, die von ihren Vätern geschieden wurden. Zum anderen sollten die Perioden verringert werden, in denen ein Mann als Erwachsener angesehen und so Gegenstand von Wehr- und Arbeitspflicht wurde und zwar von 20 bis 59 auf 22 bis 58 Jahre, um die Dankbarkeit des Volkes zu erlangen. Kaiser Zhongzong bestätigte diese Entwürfe.
Inzwischen war zusätzlich zu Kaiserin Wei und Kaiseringemahlin Shangguan Kaiserin Weis Tochter Li Guo’er, Prinzessin Anle ebenfalls sehr mächtig geworden, da sie Kaiser Zhongzongs Lieblingstochter war und sie Wu Sansis Sohn Wu Chongxun (武崇訓) geheiratet hatte. Sie demütigte oft ihren Bruder Li Chongjun, den Kronprinzen mit dem Hinweis darauf, dass er nicht der Sohn von Kaiserin Wei war. Manchmal nannte sie ihn sogar „Sklave“. Sie schlug Kaiser Zhongzong oft vor, dass er Li Chongjun absetzen und sie zur Kronprinzessin machen sollte. Im Sommer 707 riss Li Chongjuns Geduldsfaden und er begann zusammen mit dem Mohe-General Li Duozuo und Kaiser Zhongzongs Cousin Li Qianli (李千里), dem Prinzen von Cheng, eine Rebellion. Als erste wurden Wu Sansi und Wu Chongxun getötet. Er griff danach den Palast an, um Kaiseringemahlin Shangguan festzusetzen. Shangguan, Kaiserin Wei, Li Guo’er, und Kaiser Zhongzong wurden von den kaiserlichen Garden geschützt. Als sich Li Chongjun zögerte zu entscheiden, was als nächsten passieren sollte, brachen seine Kräfte zusammen und er und seine Truppen wurden getötet.
Unterdessen hatte Kaiseringemahlin Shangguans Neffe Wang Yu (王昱) sie durch ihre Mutter, Dame Zheng, gewarnt, dass ihre fortgesetzte Zusammenarbeit mit den Wus und Kaiserin Wei letztlich Unglück über sie und ihren Clan bringen würde. Kaiseringemahlin Shangguan nahm zunächst keine Notiz von ihr. Aber nachdem Li Chongjun während des Staatsstreichversuches von 707 direkt gefordert hatte, sie gefangen zu nehmen, wurde sie vorsichtig und begann sich von Li Guo’er und Kaiserin Wei zu distanzieren. Sie wandte sich mehr Kaiser Zhongzongs Schwester Prinzessin Taiping zu. Ungeachtet dessen wurden sie und ihre Mutter Dame Zheng zusammen mit Li Guo’er, Kaiserin Wei, den Oberhofdamen Chai und Helou, der Zauberin Diwu Ying'er (第五英兒) und Dame Zhao von Longxi als mächtige und korrupte Damen am Hofe beschrieben, die Regierungsämter nach eigenem Gutdünken verkauften. Kaiseringemahlin Shangguan und die anderen Kaiseringemahlinnen sollen sogar gegen die Regeln Villen außerhalb des Palastes errichtet lassen haben.
708 gründete Kaiser Zhongzong eine kaiserliche Akademie mit vier kaiserlichen Gelehrten, acht Hilfsgelehrten und zwölf assoziierten Gelehrten, mit dem Ziel, Beamte mit literarischem Talent auszuwählen, die als kaiserliche Gelehrte dienen sollten. Er hielt oft Feste ab, die auch als literarische Wettbewerbe dienten, und er setzte Kaiseringemahlin Shangguan als Richterin bei diesen Wettbewerben ein. Später in diesem Jahr beförderte er sie in den Rang einer Zhaorong, der sechste Rang bei den Kaiseringemahlinnen. Zusätzlich zu den Gedichten, die sie unter eigenem Namen schrieb, soll sie Gedichte im Namen Kaiser Zhongzongs, Kaiserin Weis, Li Guo’ers und Li Guo’ers Schwester Prinzessin Changnings geschrieben haben. Die Gedichte sollen wunderschön und oft von den Leuten rezitiert worden sein, die sie zu hören bekamen.
Im Frühjahr 709 hatte Kaiseringemahlin Shangguan eine Affäre mit den Beamten Cui Shi und empfahl ihn wegen dieser Beziehung als Kanzler. Kaiser Zhongzong stimmte zu. Im Sommer wurden Cui und ein anderer Kanzler, Zheng Yin, wegen Korruption angeklagt. Im Ergebnis wurde Cui als Militärratgeber des Präfekten in die Präfektur Jiang (江州, ungefähr das heutige Jiujiang, Jiangxi) strafversetzt. Kaiseringemahlin Shangguan, Li Guo’er und Li Guo’ers neuer Ehemann Wu Yanxiu (武延秀) setzten sich jedoch heimlich für ihn ein und Kaiser Zhongzong ernannte Cui stattdessen zum Präfekten der Präfektur Xiang (襄州, ungefähr das heutige Xiangfan, Hubei). Zheng, der degradiert und in die Präfektur Ji (吉州, ungefähr das heutige Ji’an, Jiangxi) strafversetzt worden war, wurde stattdessen Militärberater des Präfekten in der Präfektur Jiang.

## Tod
Im Herbst 710 starb Kaiser Zhongzong plötzlich – ein Tod, von dem Historiker traditionell behaupten, es eine Vergiftung durch Kaiserin Wei und Li Guo’er gewesen, um Kaiserin Wei zu erlauben, ihre Macht zu erweitern und bald den Thron zu besteigen und Li Guo’er zur Kronprinzessin zu machen. Nach Kaiser Zhongzongs Tod versuchte Kaiserin Wei, die den Tod zunächst geheim halten ließ, ihre Macht zu festigen, während Kaiseringemahlin Shangguan und Prinzessin Taiping sich berieten, um postum ein Testament für Kaiser Zhongzong zu schreiben. Nach ihrem Plan sollte Kaiser Zhongzongs jüngster Sohn Li Chongmao, Prinz von Wen, den Thron erben; Kaiserin Wei sollte als Kaiserinmutter und Reichsverweserin dienen, assistiert von Li Dan, Prinz von Xiang (dem früheren Kaiser Ruizong). Als dies verkündigt wurde, verbündeten sich zwei Kanzler eng mit Kaiserin Wei, ihr Cousin Wei Wen und Zong Chuke, fochten das Testament an und verlangten eine Überarbeitung. So wurde die Kaiserwitwe Wei Alleinverweserin für Li Chongmao (Kaiser Shang), ohne Beteiligung Li Dans an ihrer Regierung.
Unterdessen setzten sich Zong, Wu Yanxiu und andere Beamte wie Zhao Lüwen (趙履溫) und Ye Jingneng (葉靜能) dafür ein, dass Kaiserwitwe Wei den Thron besteigen sollte. Sie glaubten auch, dass Li Dan und Prinzessin Taiping im Wege stünden und beseitigt werden sollten. Der Beamte Cui Riyong verriet ihre Pläne an Li Dans Sohn Li Longji, Prinz von Linzi, und Li Longji arbeitete mit Prinzessin Taiping und ihrem Sohn Xue Chongjian (薛崇簡) sofort einen Plan aus, um das Heft in der Hand zu behalten. Weniger als einen Monat nach Kaiser Zhongzongs Tod begannen sie einen Staatsstreich, töteten schnell Kaiserin Wei, Li Guo’er und Kaiserin Weis Familienmitglieder. Als Li Longjis Soldaten unter dem Kommando seines Verbündeten Liu Youqiu den Pavillon erreichten, in dem Kaiseringemahlin Shangguan lebte, kam diese heraus, um Liu und Li Longji zu begrüßen. Sie präsentierte ihnen das Originaltestament Kaiser Zhongzongs, das sie entworfen hatte und bat um Gnade. Li Longji verweigerte ihr jedoch jede Gnade und sie wurde hinaus geschleppt und enthauptet.

## Postume Anerkennung
Bald darauf wurde Kaiser Shang auf Empfehlung von Prinzessin Taiping, Li Longji und Li Longjis Bruder Li Chengqi, Prinz von Song, vom Thron verjagt und Li Dan bestieg den Thron erneut. 711 stellte er Kaiseringemahlin Shangguans Titel als Zhaorong wieder her und verlieh ihr den postumen Titel einer Wenhui („höflich und gütig“). Einige Zeit später übergab Kaiser Ruizong den Thron an Li Longji, der ihn als Kaiser Xuanzong bestieg. Kaiser Xuanzong befahl, das Kaiseringemahlin Shangguans Arbeiten in einer 20-bändigen Sammlung vereint werden sollten und ließ Kanzler Zhang Yue die Einleitung zu dieser Sammlung schreiben.

## Grabstätte
Im September 2013 wurde bekannt gegeben, dass Archäologen in China das Grabmal Shangguan Wan’ers in der Nähe des Flughafens von Xianyang, Shaanxi entdeckt hätten. Die Gruft war schwer beschädigt, vermutlich vorsätzlich, wie die chinesischen Archäologen meinten. Nur wenige Grabbeigaben wurden im Innern entdeckt, einschließlich einiger Reiterskulpturen. Die Identität des Begrabenen wurde anhand eines Epitaphs aus dem Grabinneren festgestellt. Es trägt die Inschrift „Epitaph der späteren Kaiseringemahlin (Zhaorong) Madam Shangguan der Großen Tang-Dynastie“ (大唐故昭容上官氏銘) auf seinem Deckel.